# Hammamet

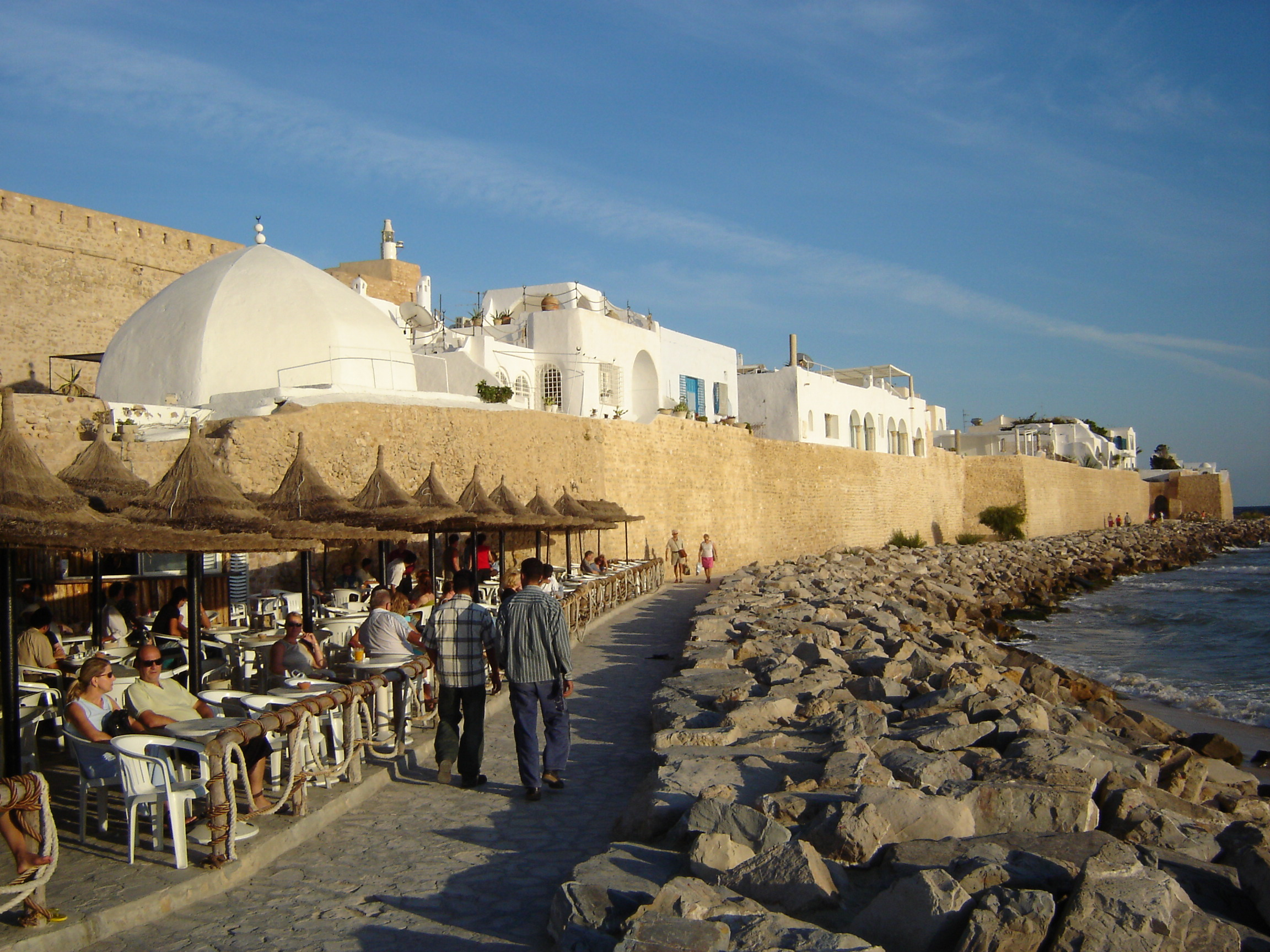
Medinan i Hammamet.

Hammamet (arabiska: الحمامات, el-Ḥammāmāt) är en stad i guvernementet Nabeul i nordöstra Tunisien, vid medelhavskusten, cirka 60 km sydost om huvudstaden Tunis. Folkmängden uppgick till 73 236 invånare vid folkräkningen 2014.
Hammamet är främst känt som badort dit såväl utländska som inhemska turister reser. Staden präglas därför av många hotell, restauranger och badstränder. Men tack vare tidigare föreskrifter om att byggnader inte fick vara högre än träd har staden kvar sin småstadskaraktär. Stadskärnan är pittoresk, med många butiker och restauranger, och har en  välbevarad medina från 1400-talet. 12 km söder om centrum ligger det nybyggda turistområdet Hammamet Yasmine, med marina och höga lyxhotell.
Staden är en av de rikaste orterna i Tunisien. Detta märks inte minst inne i staden och dess omgivningar. Den östra kusten är den mest välmående delen av Tunisien och orterna där har en levnadsstandard som ligger långt över normal tunisisk levnadsstandard. Ändå är levnadsförhållandena mycket olika för Hammamets invånare. Trots att en del har god ekonomi finns ändå en omfattande fattigdom, och kontrasterna mellan fattiga och rika kan vara mycket stora.

## Administrativ indelning
Kommunen är indelad i tre arrondissement:
- Baraket Es-Sahel
- Bir Bou Regba
- Hammamet

## Kultur

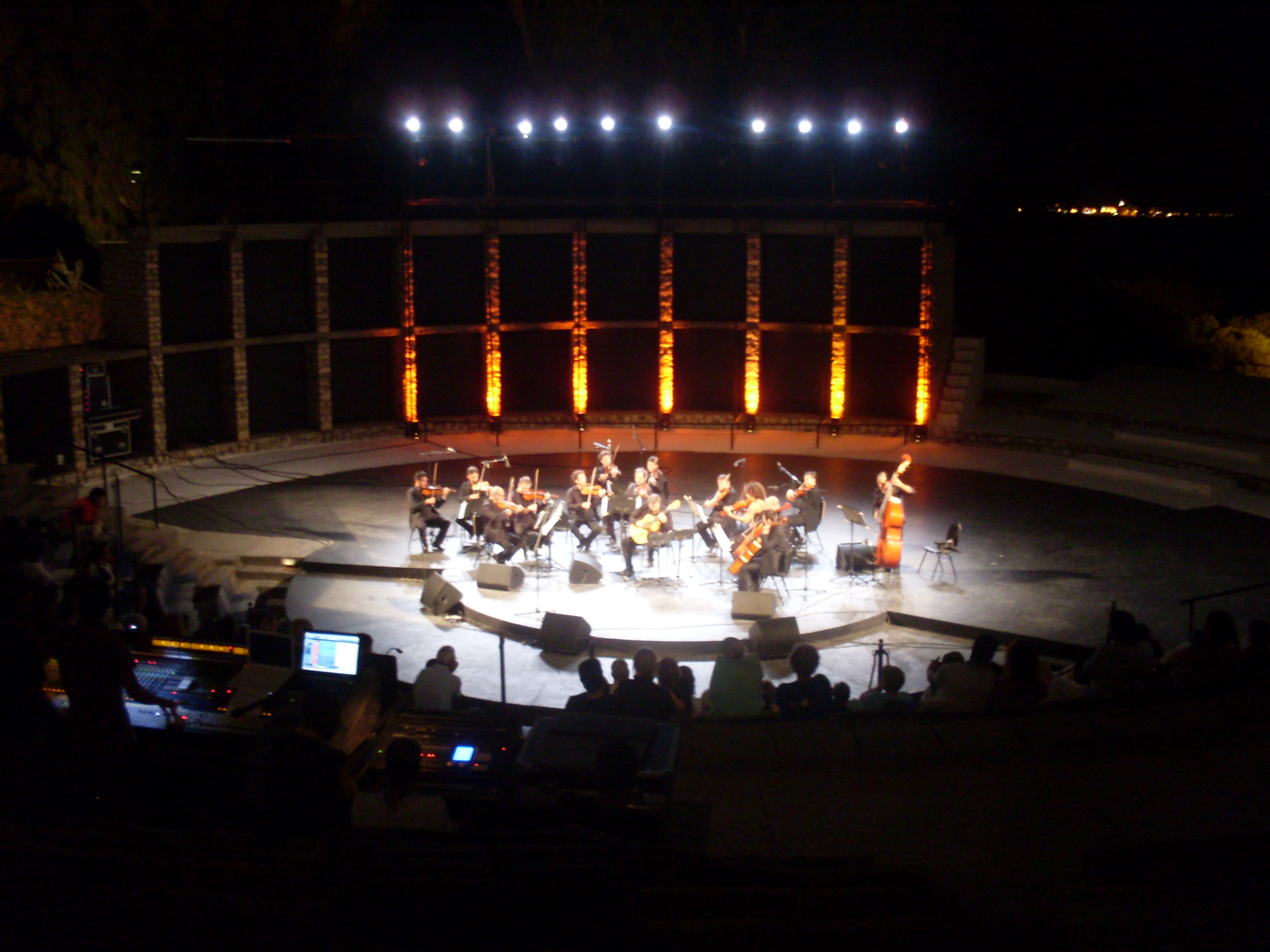
Hammamet International Festival, 2010

Hammamet har under lång tid lockat till sig europeisk kulturelit. Bland andra har August Macke, Gustave Flaubert, Guy de Maupassant, André Gide, Oscar Wilde, Jean Cocteau, Paul Klee och Sophia Loren bott här i kortare eller längre perioder. Sedan 1964 anordnas varje år i juli-augusti Hammamet International Festival för musik och konst.

## Kommunikationer
Hammamet har förhållandevis goda kommunikationer. Järnvägen genom Hammamet går till Sousse och Tunis. Förbi Hammamet går också motorvägen från Tunis till Monastir.

## Personer som associeras med staden
- Bettino Craxi, italiensk politiker som dog i Hammamet år 2000.
- Georges Sebastian, rumänsk miljonär som lät bygga International Culture Centre[2]
- Erwin Rommel, tysk general som hade sitt högkvarter i International Culture Centre[2]
- Winston Churchill, som efter kriget skrev sina memoarer i  International Culture Centre[2]
- Anthony Eden
- Paul McCartney
- Paul Klee, konstnär